# Baranów (województwo wielkopolskie)

Historyczny herb Baranowa

Baranów – wieś w Polsce, położona w województwie wielkopolskim, w powiecie kępińskim, w gminie Baranów, przy południowej granicy Kępna; siedziba władz gminy. Dawniej miasto.
| SIMC    | Nazwa    | Rodzaj    |
| ------- | -------- | --------- |
| 0193482 | Albertów | część wsi |
| 0193499 | Lisiny   | część wsi |

## Położenie
Położone jest pomiędzy liniami kolejowym: Kępno-Namysłów (nieczynna) i Ostrów Wielkopolski-Tarnowskie Góry. Krzyżują się tu droga krajowe nr 39  Baranów-Brzeg z drogą krajową nr 11 Poznań-Bytom.

## Historia
Jest to jedna z najstarszych miejscowości powiatu kępińskiego – Baranów jest wzmiankowany już w roku 1250. Był wówczas posiadłością cysterek z klasztoru w Ołoboku. Baranów był gniazdem rodowym Baranowskich herbu Jastrzębiec. Od 1563 roku miejscowość należała do rodu Tomickich herbu Łodzia. Po wybudowaniu pałacu przez Tomickich, stał się on na wiele lat reprezentacyjną siedzibą tego rodu.
Baranów uzyskał lokację miejską przed 1426 rokiem, zdegradowany w 1907 roku. W latach 1954–1972 wieś należała i była siedzibą władz gromady Baranów. W latach 1975–1998 miejscowość administracyjnie należała do województwa kaliskiego.

## Zabytki
- Dwa grodziska prehistoryczne
- Domy z XIX wieku
- Drewniany kościół parafialny pw. św. Andrzeja i Wawrzyńca z 1732 roku
  - Kaplica dobudowana w 1869 roku

## Osoby związane z Baranowem
- Wojciech Baranowski – urodzony w Baranowie podkanclerzy koronny, biskup, od 1608 roku prymas Polski.
- Jan Tomicki (1519/1520-1575) – kasztelan gnieźnieński, od 1563 r. właściciel Baranowa.
- Paweł Władysław Fabisz (1819-1881) – ksiądz, pionier badań nad historią Kościoła katolickiego na południu Wielkopolski. W latach 1845–1868 był proboszczem w parafii św. Andrzeja i Wawrzyńca w Baranowie.